# Alexander Lindsay (25e comte de Crawford)
Alexander William Crawford Lindsay, 25e comte de Crawford, 8e comte de Balcarres (16 octobre 1812 - 13 décembre 1880), nommé Lord Lindsay entre 1825 et 1869, est un pair écossais, historien de l'art et collectionneur.

## Biographie
Lindsay est né au château de Muncaster en Cumbria, le fils de James Lindsay (24e comte de Crawford). Il fait ses études à Eton et Trinity College, Cambridge. Le 23 juillet 1846, il épouse Margaret Lindsay, fille du lieutenant-général James Lindsay et sœur de Robert Loyd-Lindsay (1er baron Wantage) de Lockinge. Ils ont 7 enfants, dont son héritier, James Ludovic et Anne Lindsay, la tante paternelle par mariage de la reine Elizabeth la reine mère.
Il a beaucoup voyagé pour étudier l'art. Il publie Progression by Antagonism en 1846 et Sketches of the History of Christian Art en 1847. Il devient un collectionneur d'art passionné et nombre de ses acquisitions sont exposées dans des galeries du monde entier .
Il voyage au Moyen-Orient en 1837/38, écrivant des lettres sur l'Egypte, Edom et la Terre Sainte . Plus tard, il écrit Inscriptions étrusques analysées (1872) et Le comte de Mar pendant 500 ans (1882).
Son autre passion est la généalogie. Il est l'auteur des trois volumes Vies des Lindsays sur la généalogie de sa famille . En 1868, il publie Un mémoire de Lady Anna Mackenzie, comtesse de Balcarres et plus tard d'Argyll, 1621-1706, qui relate la vie de Lady Anna Mackenzie (en) .
Il hérite du comté de Crawford et du comté de Balcarres de son père James Lindsay (24e comte de Crawford), 7e comte de Balcarres et est remplacé par son fils James Lindsay 26e comte de Crawford.
Lindsay est décédé en 1880 à Florence, en Italie, et son cercueil est ramené à la maison pour être enterré dans une nouvelle crypte familiale à Dunecht House, près d'Aberdeen. Quelque temps après, le corps est volé et finalement récupéré dans une tombe peu profonde 14 mois plus tard. Un monument indique où le corps a été retrouvé à Dunecht, mais les restes du comte ont été à nouveau enterrés dans le caveau familial à Wigan. Un braconnier local a été reconnu coupable de vol grave.

## Bibliotheca Lindesiana
La Bibliotheca Lindesiana est planifiée par Lord Lindsay et lui et son fils aîné ont contribué à la construire à un point tel qu'elle est l'une des collections privées les plus impressionnantes de Grande-Bretagne à l'époque, à la fois pour sa taille et pour la rareté de certains des documents qu'il contenait.
La majeure partie de la bibliothèque est conservée à Haigh Hall dans le Lancashire avec une partie à Balcarres. Le 26e comte a publié un vaste catalogue de la bibliothèque en 1910: Catalogue des livres imprimés conservés à Haigh Hall, Wigan, 4 vol. folio, Aberdeen University Press, imprimantes. Les volumes d'accompagnement au catalogue enregistrent les proclamations royales et la littérature philatélique. Le catalogage et l'organisation de la bibliothèque ont été une tâche majeure pour une équipe de bibliothécaires dirigée par JP Edmond. Les collections de manuscrits (y compris des livres imprimés chinois et japonais) ont été vendues en 1901 à Enriqueta Augustina Rylands pour la John Rylands Library .